# Mistrzostwa Świata Par na Żużlu 1993
Mistrzostwa Świata Par 1993 – dwudziesta czwarta, ostatnia edycja mistrzostw świata par. Wygrała para szwedzka – Tony Rickardsson, Per Jonsson i rezerwowy Henrik Gustafsson.

## Półfinały

### Pierwszy półfinał
- 6 czerwca 1993 r. (niedziela),  Bydgoszcz
- Awans: 3

| Miejsce | Kraje         | Suma | Zawodnicy                                                    | Pkt.       | Pkt bieg.                                 |
| ------- | ------------- | ---- | ------------------------------------------------------------ | ---------- | ----------------------------------------- |
| 1       | Anglia        | 25+3 | (7) Andy Smith (8) Joe Screen rez. Gary Havelock             | 14 10+3 1  | (2,2,2,3,3,2) (-,-,3,2,2,3) (0,1,-,-,-,-) |
| 2       | Szwecja       | 25+2 | (5) Per Jonsson (6) Henrik Gustafsson rez. Tony Rickardsson  | 14+2 ns 11 | (1,3,3,2,3,2) ns (3,d,2,3,2,1)            |
| 3       | Polska        | 23   | (9) Tomasz Gollob (10) Sławomir Drabik rez. Jacek Krzyżaniak | 17 1 5     | (3,3,3,3,2,3) (1,-,0,-,-,-) (-,0,-,2,3,0) |
| 4       | Nowa Zelandia | 16   | (11) Mitch Shirra (12) Mark Thorpe rez. Gary Allan           | 11 5 ns    | (2,1,3,1,3,1) (0,2,1,0,2,0) ns            |
| 5       | Norwegia      | 14   | (1) Lars Gunnestad (2) Rune Holta rez. Einar Kyllingstad     | 10 3 1     | (3,3,1,2,1,0) (2,1,0,-,u,-) (-,-,-,0,-,1) |
| 6       | Finlandia     | 13   | (13) Vesa Ylinen (14) Kai Laukkanen rez. Roy Malminheimo     | 12 1 ns    | (2,3,2,1,1,3) (0,0,1,0,0,0) ns            |
| 7       | Austria       | 10   | (3) Andreas Bössner (4) Heinrich Schatzer rez. Franz Leitner | 5 4 1      | (1,2,0,1,0,1) (0,1,-,-,1,2) (-,-,1,d,-,-) |

### Drugi półfinał
- 6 czerwca 1993 r. (niedziela),  Miszkolc
- Awans: 3

| Miejsce | Kraje             | Suma | Zawodnicy                                              | Pkt.    | Pkt bieg.              |
| ------- | ----------------- | ---- | ------------------------------------------------------ | ------- | ---------------------- |
| 1       | Stany Zjednoczone | 25   | Sam Ermolenko Ronnie Correy Greg Hancock               | 14 11 0 | b.d.                   |
| 2       | Węgry             | 23   | Zoltán Adorján József Petrikovics Zoltán Hajdú         | 18 4 1  | (3,3,3,3,3,3) b.d b.d. |
| 3       | Australia         | 20   | Leigh Adams Craig Boyce Jason Lyons                    | 11 5 4  | b.d                    |
| 4       | Włochy            | 19   | Armando Castagna Paolo Salvatelli Valentino Furlanetto | 17 1    | b.d                    |
| 5       | Niemcy            | 19   | Gerd Riss Robert Barth                                 | 13 6    | b.d                    |
| 6       | Czechy            | 10   | Bohumil Brhel Roman Matoušek Vaclav Milik              | 5 3 2   | b.d                    |
| 7       | Rosja             | 10   | Siergiej Kuzin Flur Kalimulin                          | 6 4     | b.d                    |

## Finał
- 1 sierpnia 1993 r. (niedziela),  Vojens (Vojens Speedway Center)

| Miejsce | Kraje             | Suma | Zawodnicy                                           | Pkt.    | Pkt bieg.                                 |
| ------- | ----------------- | ---- | --------------------------------------------------- | ------- | ----------------------------------------- |
| 1       | Szwecja           | 26   | Tony Rickardsson Per Jonsson rez. Henrik Gustafsson | 15 5 6  | (3,2,2,3,2,3) (1,1,3,-,-,-) (-,-,-,1,3,2) |
| 2       | Stany Zjednoczone | 23   | Ronnie Correy Sam Ermolenko rez. Greg Hancock       | 14 9 ns | (2,3,3,3,0,3) (1,2,2,1,1,2) ns            |
| 3       | Dania             | 21   | Hans Nielsen Tommy Knudsen rez. Brian Karger        | 14 6 1  | (2,3,2,2,3,2) (3,0,3,0,0,-) (-,-,-,-,-,1) |
| 4       | Anglia            | 18   | Joe Screen Martin Dugard rez. Gary Havelock         | 9 8 1   | (1,-,3,3,2,0) (3,0,1,2,1,1) (-,1,-,-,-,-) |
| 5       | Polska            | 15   | Tomasz Gollob Piotr Świst rez. Piotr Baron          | 15 0    | (3,2,2,2,3,3) (0,0,-,-,-,-) (-,-,0,0,0,0) |
| 6       | Australia         | 13   | Leigh Adams Jason Lyons rez. Craig Boyce            | 7 5 1   | (2,0,0,-,3,2) (0,2,1,0,1,1) (-,-,-,1,-,-) |
| 7       | Węgry             | 10   | Zoltán Adorján Antal Kócsó rez. József Petrikovics  | 6 3 1   | (1,1,1,-,2,1) (0,3,0,0,-,-) (-,-,-,1,0,0) |